# Val (Terneuzen)
Val is een buurtschap bij Terneuzen in de gemeente Terneuzen in de Nederlandse provincie Zeeland. De buurtschap bevindt zich in de regio Zeeuws-Vlaanderen. 
Val is gelegen aan een oude binnendijk met dezelfde naam. De buurtschap strekt zich langs deze dijk uit. In de bocht van de dijk staan de meeste huizen bij elkaar. In het middelpunt van de buurtschap ligt de valput, waar ze naar vernoemd is. Dit is een diepe kreek die ontstond na een dijkdoorbraak of dijkval. Over de diepe plas werden in de 19de eeuw en 20e eeuw verscheidene volksverhalen verteld. Er zouden 'witte wieven' en vrouwen zonder hoofd rondzweven. Een andere valput ligt bij Mauritsfort ten zuiden van Hoek.
Voordat Val bij gemeente Terneuzen werd ingedeeld behoorde de buurtschap tot de gemeente Zaamslag.
Steden: Axel · Biervliet · Philippine · Sas van Gent · Terneuzen

Dorpen: Hoek · Koewacht · Overslag · Sluiskil · Spui · Westdorpe · Zaamslag · Zandstraat · Zuiddorpe

Buurtschappen: Den Abeele · Altena · Axelschestraat · Batterij · Berdelingebuurte (deels) · Boerengat · Bontekoe · Boschdorp · Boschdorp · Bouchauterhaven · Cootjesdorp · De Sluis · Driedijk · Driekwart · Drieschouwen · Driewegen · Eendragt · Het Fort · Fort Ferdinandus · Griete · Hasjesstraat · Haven (deels) · Hazelarenhoek · Het Zand · Hoek van de Dijk · Holleken (deels) · Hoogedijk · Isabellahaven · Kampersche Hoek · Kijkuit · Klein Gent · Knol · De Kraag · Kruispad · Kwakkel · Magrette · Mauritsfort · Molenhoek · De Muis · Nieuwemolen · Nieuwlandse Molen · Othene · Oude Molen · Oude Polder · Paradijs · Passluis · Poonhaven · Posthoorn (deels) · De Put · De Ratte · Reedijk · Reuzenhoek · Rijgerij · Roodesluis · Schaapdijk · Schapenbout · Sint Andries · Steenovens · De Sterre · Stoppeldijkveer (deels) · Stroodorpe · Vaartwijk · Vaatje · Val · Varempé · Waterhuis · Watervliet · Wouterij · Wulpenbek · Zaamslagveer · Zandplaat · Zwartenhoek

Streekje: Tweekwart

Historische plaatsen: Axelsche Sassing · Noordhoek · De Stuiver · Triniteit · Vingerling

Zeeland: Steden en dorpen in Zeeland      Nederland: Provincies · Gemeenten